# Дойлстаун (Огайо)
Дойлстаун (англ. Doylestown) — селище (англ. village) в США, в окрузі Вейн штату Огайо. Населення — 3051 осіб (2010).

## Географія
Дойлстаун розташований за координатами 40°58′12″ пн. ш. 81°41′44″ зх. д. / 40.97000° пн. ш. 81.69556° зх. д. (40.970006, -81.695690).  За даними Бюро перепису населення США в 2010 році селище мало площу 4,86 км², з яких 4,86 км² — суходіл та 0,00 км² — водойми.

## Демографія
Згідно з переписом 2010 року, у селищі мешкала 3051 особа в 1206 домогосподарствах у складі 827 родин. Густота населення становила 628 осіб/км².  Було 1292 помешкання (266/км²).
Расовий склад населення:
| - 97,9 % — білих - 0,6 % — чорних або афроамериканців - 0,2 % — азіатів - 0,1 % — корінних американців |

До двох чи більше рас належало 0,9 %. Частка іспаномовних становила 1,4 % від усіх жителів.
За віковим діапазоном населення розподілялося таким чином: 24,8 % — особи молодші 18 років, 56,4 % — особи у віці 18—64 років, 18,8 % — особи у віці 65 років та старші. Медіана віку мешканця становила 41,6 року. На 100 осіб жіночої статі у селищі припадало 86,2 чоловіків;  на 100 жінок у віці від 18 років та старших — 83,3 чоловіків також старших 18 років.
Середній дохід на одне домашнє господарство  становив 67 409 доларів США (медіана — 59 688), а середній дохід на одну сім'ю — 75 587 доларів (медіана — 62 893). За межею бідності перебувало 6,3 % осіб, у тому числі 9,2 % дітей у віці до 18 років та 5,2 % осіб у віці 65 років та старших.
Цивільне працевлаштоване населення становило 1379 осіб. Основні галузі зайнятості: освіта, охорона здоров'я та соціальна допомога — 28,4 %, виробництво — 20,8 %, науковці, спеціалісти, менеджери — 13,4 %, публічна адміністрація — 9,1 %.